# Jašek Škale
Jašek Škale (Stari Schacht oz. Stari jašek , izvirno Kaiser Franz Josef Schacht – Jašek cesarja Franca Jožefa) je rudniški jašek Premogovnika Velenje, odprt leta 1888. Jašek Škale je najstarejše še delujoče dvigalo v Sloveniji. Leta 1891 je zaradi izgradnje jaška bila zgrajena železniška proga iz Celja do Velenja z industrijskim tirom do jaška, saj je bila železnica velik odjemalec. Leta 1897 je mogočni objekt Jaška Škale, ki je neprestano deloval, pritegnil pozornost pesnika Antona Aškerca, ki je napisal delavsko pesem o premogu. Pomembno vlogo je imel tudi pri oskrbi Termoelektrarne Velenje, ki je delovala v letih 1929-1971. Jašek je služil kot glavni prevozni jašek za ljudi in material do leta 1987, ko so odprli NOP. Danes služi kot del Muzeja Premogovništva Slovenije in se z njim obiskovalci popeljejo v premogovnik na voden ogled podzemnih premogovniških prostorov. Jašek od leta 2007 velja za arhitekturno industrijsko nepremičninsko dediščino lokalnega pomena.

## Gradnja
Jašek Škale je bil drugi jašek v Premogovniku Velenje in je bil namenjen prevozu ljudi in izvozu premoga. Financiral ga je industrialec Daniel von Lapp. Z deli za izgradnjo so pričeli 18. maja 1888. 23. septembra so dosegli globino 142 m in prišli do lignita dobre kakovosti. Končna globina jaška je bila 168 m. Celotna dolžina jaška je nekoliko večja zaradi nadzemnega dela. Jašek je leta 1888 dobil ime Kaiser Franz Josef Schacht.